# Pobit Kamăk, Pazardjik
Pobit Kamăk (în bulgară Побит Камък) este un sat în comuna Velingrad, regiunea Pazardjik,  Bulgaria. 

## Demografie
Componența etnică a satului Pobit Kamăk
     Bulgari (85,84%)
     Nicio identificare (14,15%)
     Altele (0%)
La recensământul din 2011, populația satului Pobit Kamăk era de 643 locuitori. Din punct de vedere etnic, majoritatea locuitorilor (85,84%) erau bulgari. Pentru 14,15% din locuitori nu este cunoscută apartenența etnică.